# Барнстъпъл
Барнстъпъл (на английски: Barnstaple) е град в северната част на област Девън, Югозападна Англия. Той е административен и стопански център на община Северен Девън. Населението на града към 2001 година е 30 765 жители.

## География
Барнстъпъл е разположен по поречието на река Тоу на 10 километра източно от устието ѝ към Бристълския канал.
Градът се намира на около 52 километра северозападно от главния град на графството – Ексетър и на около 280 километра западно от Лондон.

## Демография
Нарастване на населението за последните 200 години:
- 1801 година – 3748 жители
- 1901 година – 9698 жители
- 2001 година – 30 765 жители

Изменение на населението за период от две десетилетия 1981 – 2001 година:
| година    | 1981   | 1991   | 2001   |
| --------- | ------ | ------ | ------ |
| население | 24 490 | 27 691 | 30 765 |